# يوحنا قمير
 يوحنا قمير (1910 - 2006 م) هو أديب، من أهل لبنان.
ولد في تنورين وتلقى تعليمه في جامعة القديس يوسف، ودرّس فيها لاحقاً الفلسفة والأدب، كما درّس في جامعات ومدارس أخرى.

## آثاره
من آثاره:
| - أصول الفلسفة العربية. - فلاسفة العرب (10 أعداد). - الفلسفة العربية في كبرى قضاياها. - حوارات. - ما أمسي وما غدي (في التطوّر الإنساني). - أفياء. - الزمان ذلك النحّات. - نيتشه، نبي المتفوّق. - جبران في الميزان. - الهند إن شدت وهدت (كتاب في ثمانية كتب). | - جبران ونيتشه. - فكّر معي. - في الثقافة وثقافة لبنان. - الإنجيل وأعمال الرسل (تعريب). - نشيد الأناشيد (تعريب). - جنى الثمار لطاغور (تعريب). - أجمل الشعر العربي. - من كلّ واد شذاه. - شعر صيني (تعريب). - سفر الجامعة (تعريب). |